# 경다솜
경다솜은 대한민국의 가수, 보컬 트레이너, 작곡가다. 2017년 디지털 싱글 앨범 [느낌적인 느낌]으로 데뷔했다.

## 방송
- 보이스 코리아 2020 (2020) - Top16

## 공연
- 조이뮤직콘서트 #5 (2019)
- 경다솜 X 윤립 X 한여유 : CANDLE IN YOURS #1 (2019)